# Francisco Gálvez
Francisco Gálvez (Córdoba, 1945), es un poeta español.

## Trayectoria
De su obra poética cabe destacar Tránsito (Anthropos, 1994), que fue Premio Editorial Anthropos de Poesía 1993, El hilo roto. Poemas del contestador automático (Pre-Textos, 2001), El paseante (2005), Premio Ciudad de Córdoba Ricardo Molina (Hiperión, 2005), Asuntos internos (El Brocense, 2006), El oro fundido (Pre-textos, 2015), La vida a ratos, 2019
Su producción anterior, iniciada en 1973, comprende Los soldados (El Toro de Barro, Cuenca, 1973, 2ª ed. 2013), Un hermoso invierno (1981), Iluminación de las sombras (1985) Santuario (1986), El navegante (1995) y Capital del silencio (1999). 
Una selección de su obra publicada ha sido traducida al italiano en Fragile vaso (Antología bilingüe) Quaderni della Valle. Italia, 1993), y su primera poesía reunida en Una visión de lo transitorio, Antología poética 1973-1997. Huerga&Fierro. Madrid, 1998. Los rostros del personaje. Poesía 1994-2015. (Pre-Textos, 2018)
Poemas suyos han sido traducido al sueco por el hispanista Car-Erik Söberg para la revista "Eureka Internacional", Estocolmo, 1977; al inglés por Marta López-Luaces; al francés por Lionel Ray para la prestigiosa revista "Aujourd'hui Poème" n.º 62, París, 2005; al portugués en la revista "Singularidades", Lisboa, 2006 y por el poeta Ruy Ventura para la revista "Di versos. Poesía e traduço" n.º 20. Lisboa, 2014. 
Algunos de sus poemas han sido musicados por José Nieto y grabados por el grupo musical "Aguaviva" en el disco "Poetas andaluces de ahora" (Ariola, 1975), y El hilo roto. Poemas del contestador automático fue llevado a la escena y representada en la Escuela de Arte Dramático y en el Patio del Reloj de la Diputación de Córdoba.
Es antólogo de la edición de Córdoba en la poesía en el último cuarto del siglo XX (Marché des Lettress. Paris, 2005) y Los círculos del aire. Antología de poesía española del paisaje y la naturaleza (Algaida, Sevilla, 2008), y prologado 25 poetas en la Casa del Inca (Casa del Inca, 2000), entre otros. También cuenta con la publicación del Diccionario General de las Revistas Literarias Españolas del siglo XX, 1903-1983 (Ed. Litopress, 2007).
Y ha traducido en colaboración con otros poetas a Mamang Dai y Mehdi Akhrisf
Socio de Honor del Ateneo Casablanca en 1985, colaboró con el Aula Juan Bernier de Poesía, siendo homenajeado con la Fiambrera de Plata en 1987.

### Otros
- Cofundador del Premio de Poesía Ciudad de Córdoba Ricardo Molina.
- Fundador de la revista de poesía “Antorcha de Paja” (1973-1983) una de las más representativas de la generación del 70 por números publicados,    autores y periodo de dicha generación.
- Fundador de la revista de literatura La Manzana Poética en 1999 de la que se llevan publicados 59 números.
- Cofundador del Seminario de Poesía de Córdoba en 1999 que lleva 18 ediciones.
- CoFundador del Círculo de Traducción Poética en 1999 con 9 ediciones celebradas.
- Director del Aula de Poesía Córdoba 2016, del Ayuntamiento de Córdoba de 2005-2010.
- Dirige el homenaje que Cosmopoética le hace al poeta Juan Bernier, con recitales de poesía y poemas musicados del autor de Cántico.

En la actualidad dirige el “Seminario Internacional de Poesía”, y la revista de literatura y editorial La Manzana Poética.

## Publicaciones

### Libros de poesía
- Los soldados (Cuenca, El Toro de Barro, 1973). 48 páginas, ISBN 84-400-6611-2.
- Un hermoso invierno (Córdoba, Antorcha de Paja, 1981). 62 páginas, ISBN 84-300-4372-1.
- Iluminación de las sombras (Córdoba, Antorcha de Paja, 1984). 60 páginas, ISBN 84-398-1576-X.
- Santuario (Córdoba, Antorcha de Paja, 1986). 65 páginas, ISBN 84-398-7570-3.
- Tránsito (Premio Anthropos; Barcelona, Anthropos, 1994). 91 páginas, ISBN 84-7658-441-5.
- El navegante (Fernán Núñez, Jorge Huertas, 1995).
- El hilo roto (Valencia, Pre-Textos, 2001). 84 páginas, ISBN 84-8191-389-8.
- Capital del silencio (Montilla, Casa del Inca, 2002).
- El paseante (XII Premio de Poesía Ciudad de Córdoba-Ricardo Molina; Madrid, Hiperión, 2005). 95 páginas, ISBN 84-7517-827-8.
- Asuntos internos (Cáceres, El Brocense, 2006).
- Resistencias (Ayuntamiento de Priego) (2008)
- El oro fundido" (Pre-Textos, Valencia, 2015)
- " momentos.2, junto a María L. Wiser (La Manzana Poética, Córdoba,2016)
- ´´La vida a ratos" (Isla de Siltolá) Sevilla, 2019

"   "Los rostros del personaje" (Pre-Textos, Valencia, 2018)

### Antologías del autor
- ''Resistencias (Manantial.Ayunt. de Priego.[2008]
- Fragile vaso (traducción al italiano de Emilio Coco, en edición bilingüe; Italia, 1993).
- Una visión de lo transitorio (Madrid, Huerga y Fierro, 1998). 224 páginas, ISBN 84-8374-003-6.
- ´´Los rostros del personaje (Poesía 1994-2015)" Pre-Textos, 2018. 364 páginas. ISBN 978-84-17143--60-2

### Reediciones
- Tránsito (2ª edición),Puerta del Mar. Málaga, 2008.
- Los soldados (2ª edición, La Fragua de Metáforas&EdicionesdePapel. Córdoba, 2013

### Inclusiones en antologías de poesía
- Cien del sur sobre la épica (Granada, 1975).
- Degeneración del 70. Antología de poetas heterodoxos andaluces [Córdoba) Antorcha de Paja, 1978). 127 páginas.
- Panorama de la poesía cordobesa contemporánea (Córdoba, 1978).
- Córdoba en la poesía (ed. Mario López; Córdoba, 1979).
- Antología de la joven poesía andaluza (Málaga, Litoral, 1982).
- Quince años de (joven) poesía en Córdoba (Córdoba, 1984).
- Del lecho y la poesía Córdoba (España), Antorcha de Paja, 1985). 40 páginas,
- Panorama poético andaluz (Sevilla, 1991).
- Poesía andaluza (Bilbao, Zurgai, 1994).
- Protagonistas y secundarios (Ávila, 1999).
- Cartografía poética (Sevilla, Renacimiento, 2004).
- Poesía viva de Andalucía Universidad de Guadalajara, Jalisco, México,2006
- Poetas en blanco y negro contemporéneos Abada Editores. Madrid, 2007

" ``Otros caminos en la poesía española de los 70" Ed. Rilke, Madrid, 2021

### En otras obras colectivas
- Al sur Ed. Manuel Ángel Jiménez. Cajasur.Córdoba, 1987
- En pie de paz, escritores contra la guerra Plurabelle, Córdoba, 2003
- Andalucía, naturaleza y arte. Fuente Agría. Junta de Andalucía, 2005
- Final de entrega Contra la violencia de género. Colectivo Ediciones,Córdoba, 2006
- Califas de Córdoba(sobre El cuarto Califa pidió un cigarrillo)La Venencia, Santander,2007
- Estar en las afueras también es estar dentro La Bella Varsovia, Córdoba, 2007
- Medina Azahara, el monte de la novia Almuzara, Córdoba, 2008
- Entre el puente y el río Almuzara-Cosmopoética,Córdoba, 2009
- Versos Munda, al vino de Córdoba.C.R.D.O. Montilla-Moriles, Córdoba, 2009
- Tintas para la vida Antología por la donación de órganos.Hospital U.Reina Sofía, 2009
- Palestina en el corazón, lo que ha quedado del naranjo. Puerta del mar. Málaga, 2009
- "Guía Literaria de Córdoba" UCoPress. Universidad de Córdoba.2015

### Otras publicaciones
Ediciones y prólogos, entre los que podemos citar:
- 25 poetas en la casa del Inca, Prólogo Francisco Gálvez, Montilla, Aula Poética Casa del Inca, 2000.
- Córdoba en la poesía en el último cuarto de siglo XX, ed.y prólogo Francisco Gálvez, París, Marché des Lettres, 2005.
- "Fuente Agria" (en AA. VV., Andalucía: naturaleza y arte), Sevilla, Junta de Andalucía (Consejería de Medio Ambiente), 2005.
- Diccionario general de las revistas literarias españolas del siglo XX (1903‑1983), Córdoba, Ediciones Litopress, 2007.
- Los círculos del aire. Edición,selección y prólogo de Francisco Gálvez. "Antología de poesía española del paisaje y la naturaleza" Algaida, Sevilla, 2008.

### Traducción de poesía
- Mehdi Akhrif, Gaviota de polvo, en colaboración con Rosa Romojaro y Leila Taffi, Córdoba, La Manzana Poética, 2008.
- Maman Dai, en colaboración con Antonia Navarro Tejero y José Luis Rey. Ed. LMP. Córdoba, 2008.